# Murailles de Massa
Ne doit pas être confondu avec Murailles de Massa Marittima.
Les Murailles de Massa (en italien : Mura di Massa), constituaient le principal système défensif de la commune de Massa, située dans la province de Massa-Carrara en Toscane. Elles ont été construites à deux époques différentes, la première au XVe siècle et la seconde, une expansion des précédentes, au XVIe siècle.

## Historique

### Le premier mur d'enceinte de la ville
Une première muraille, datant de 1230, englobait la partie supérieure de la colline du château primitif d'Obertengo. De ce tracé, il reste probablement la partie orientale, qui aurait été reprise par Giacomo I Malaspina (it) pour les nouveaux murs de la ville, et la partie au nord et au nord-ouest de la colline, réutilisée comme terrasse pour une oliveraie, qui s'étend jusqu'à la porte actuelle du château, sous laquelle des traces de structures murales ont été retrouvées dans les années 1990. 

### Les remparts de Giacomo Malaspina
Au milieu du XVe siècle, Giacomo I Malaspina, seigneur mais marquis pas encore légitime de Massa, commença la construction d'une muraille pour protéger le village construit près du château, autrefois Obertengo, qui dominait du haut de la colline. Les travaux ont été achevés en 1461 : construits en pierre et chaux, ils entourent la colline à mi-hauteur, et sont équipés de meurtrières et de quatre portes d'accès, chacune étant équipée d'une arquebuse et d'un pont-levis : 
- La Porta Bertesca (une partie de l'arc demeure),
- La Porta Portello,
- La Porta Quaranta (située sur les pentes de la Forteresse Malaspina),
- La Porta San Jacopo.

### Les remparts d'Alberico Cybo-Malaspina

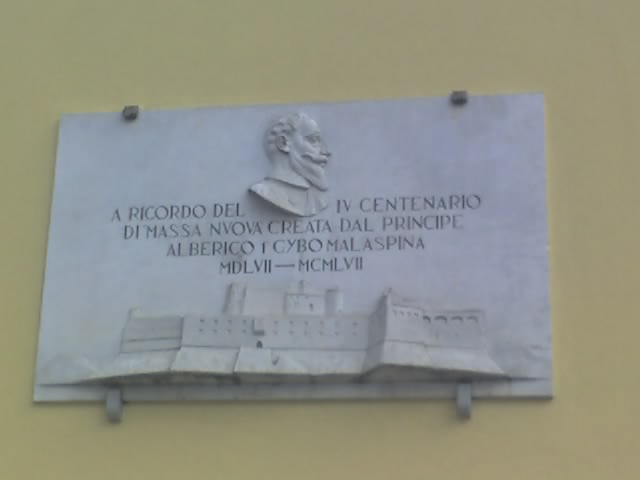
Plaque au profil d'Albérico Ier, commémorant l'agrandissement de la ville et l'érection des murailles

Dès la première moitié du XVIe siècle, le village de Massa s'agrandit  au pied de la colline sur laquelle se dresse la forteresse. En 1557, le prince de Massa, Alberico I Cybo-Malaspina, souhaita réorganiser la ville sur la base des concepts d'urbanisme de la fin de la Renaissance et du pré-baroque et commença la construction des remparts de la ville. En effet, plus qu'une réelle nécessité défensive et militaire, la construction de la nouvelle ville de Massa  répondait au besoin politique et idéologique comme capitale d'un État. Le 31 mai 1557, Alberico demanda aux Anciens de la République de Lucques de mettre à sa disposition l'architecte Baldassarre Lanci d'Urbino comme conseiller technique. Ce grand chantier dura pendant plus de soixante ans, de 1557 à 1617, année où les travaux furent achevés. Le 23 juillet 1617, les remparts de Massa furent achevés.
Les murs restèrent intacts jusqu'en 1860 ; après l'unification de l'Italie, le mur-rideau vers le port de plaisance a été démoli tandis que celui de la Santissima Annunziata a été intégré aux bâtiments.
Les portes sont :
- La Porta Martana (XVIe siècle) qui s'ouvre sur la Piazza Martana, existe toujours.
- La Porta Fabbrica (XVIIIe siècle) a disparu.
- La Porta del Salvatore ou Portone (XVIe siècle) existe toujours ; servi de frontispice
- La Porta San Francesco, située à l'arrière de la Porta del Salvatore n'existe plus.
- La Porta del Rocchetto a disparu.

Il y a aussi une autre porte dans la ville qui est située dans le quartier de Borgo del Ponte, elle n'était pas incorporée aux murs mais contrôlait la rivière Frigido.

## Galerie

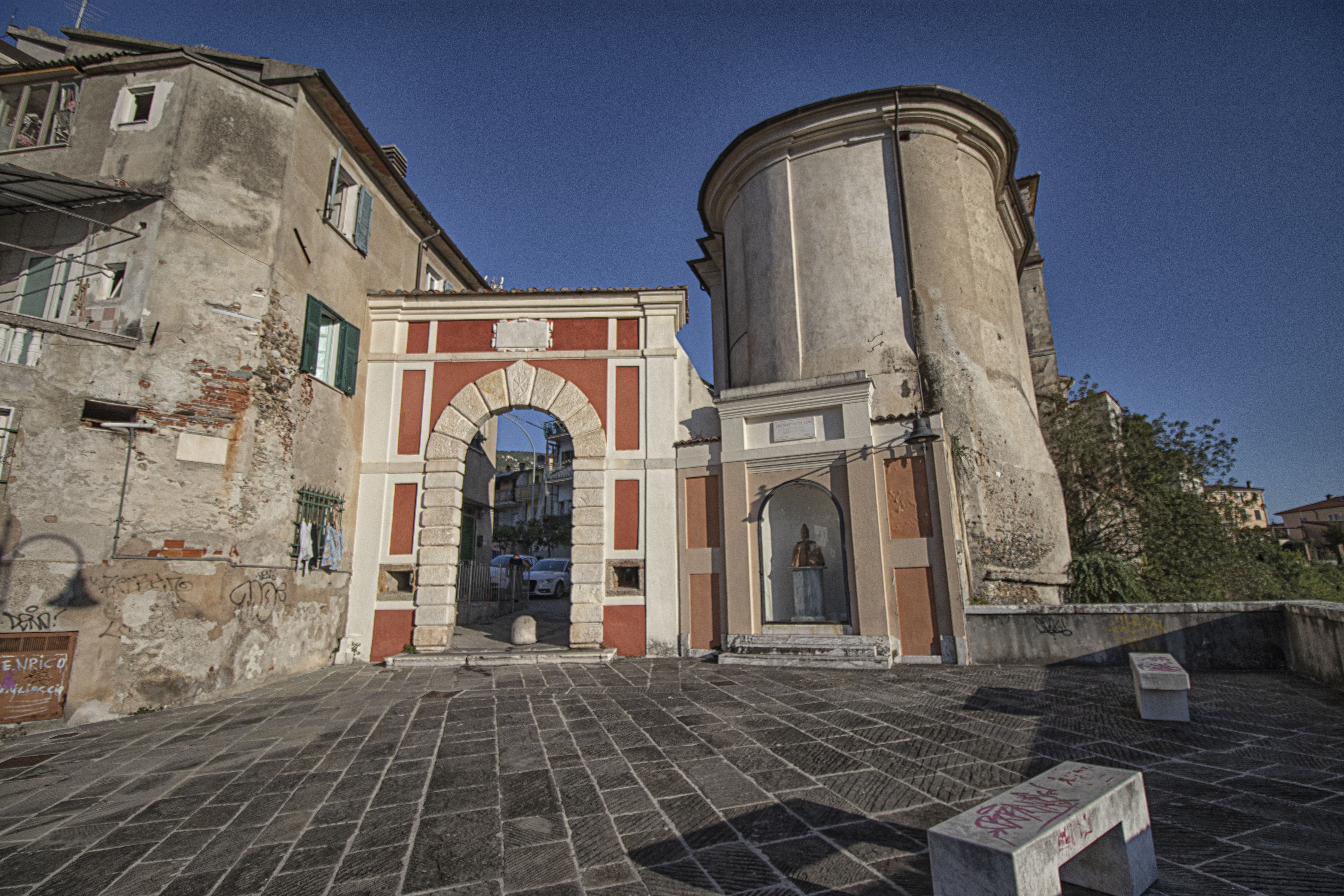
La Porta San Martino.
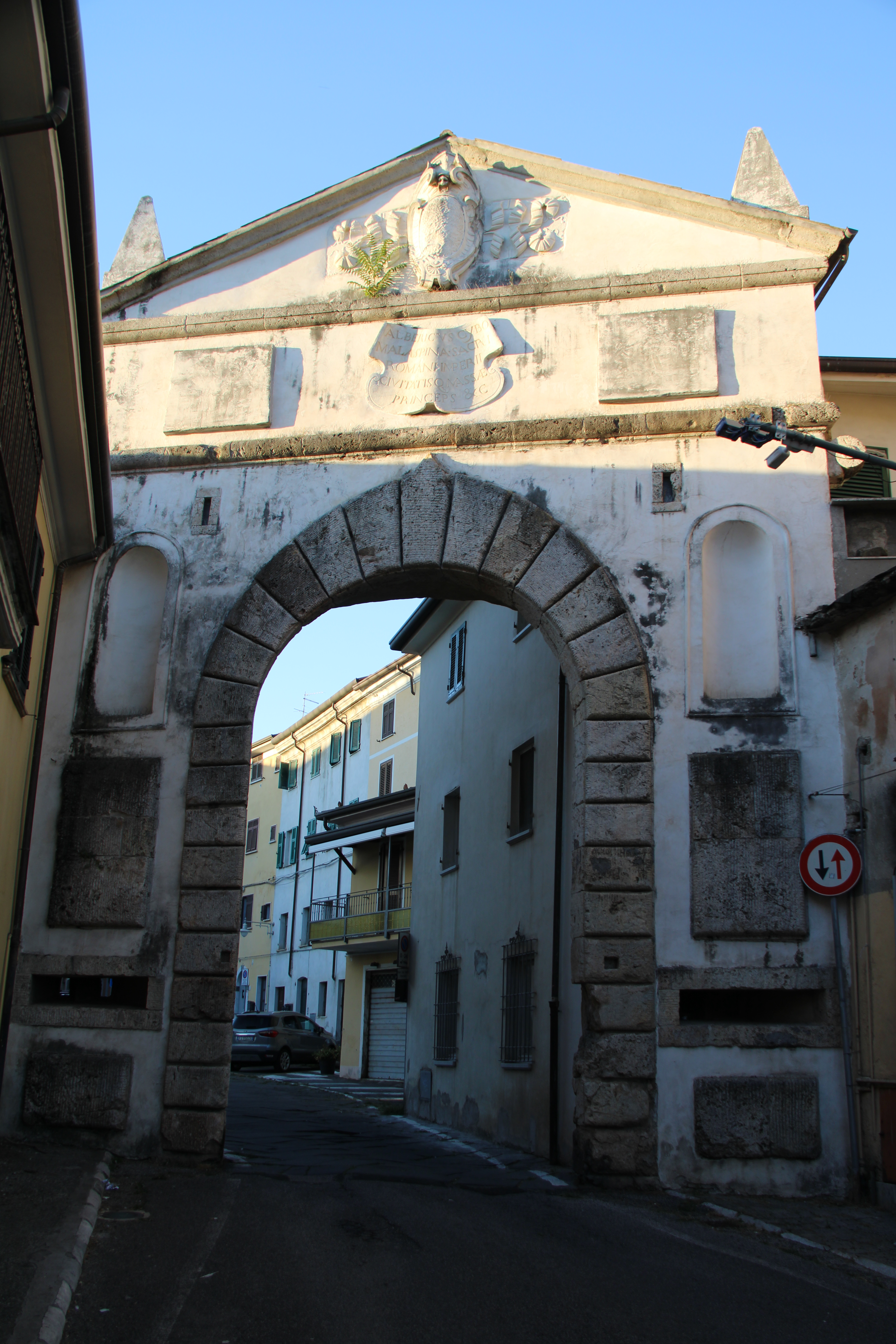
La Porta Martana.
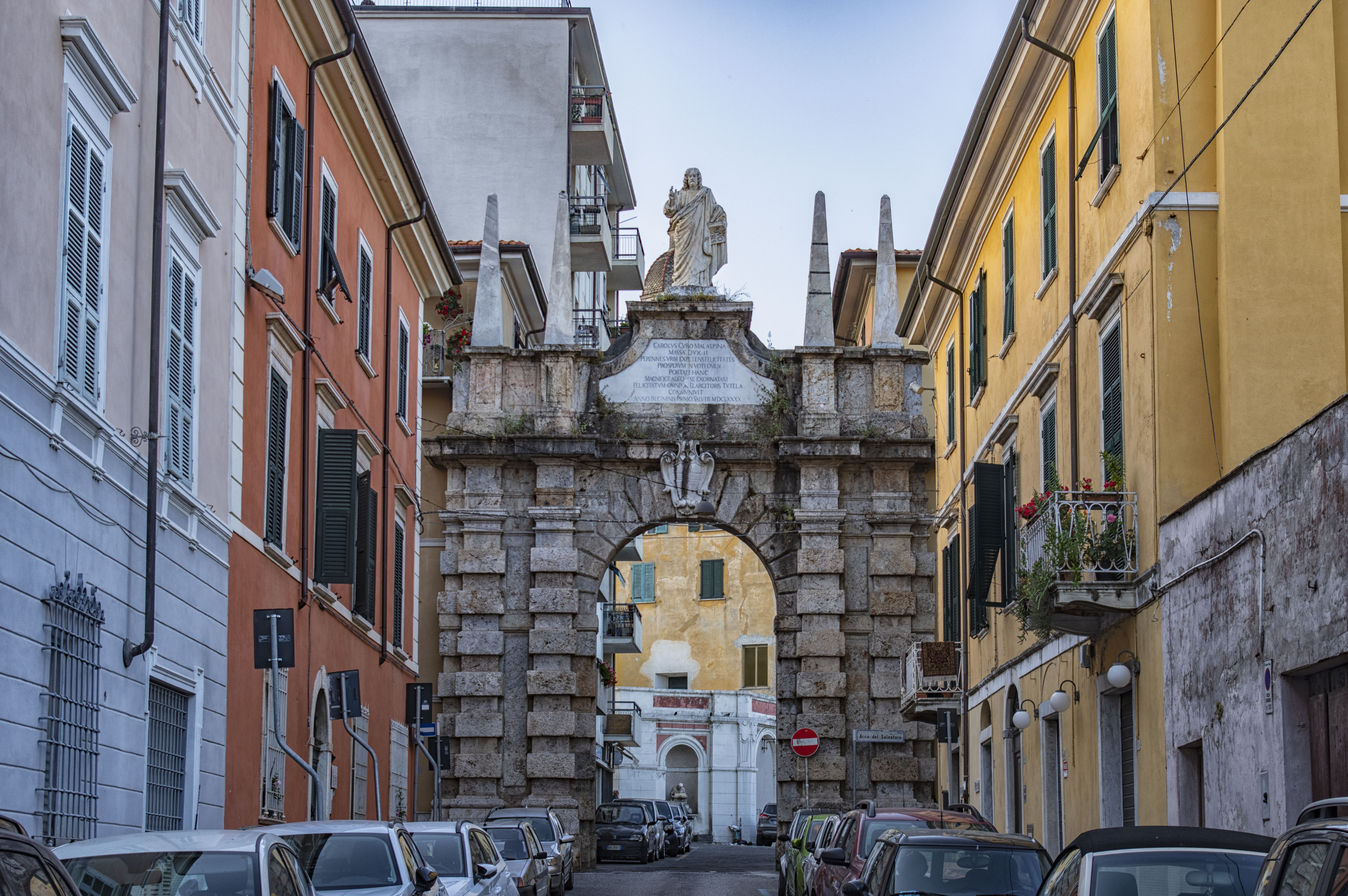
La Porta del Salvatore.
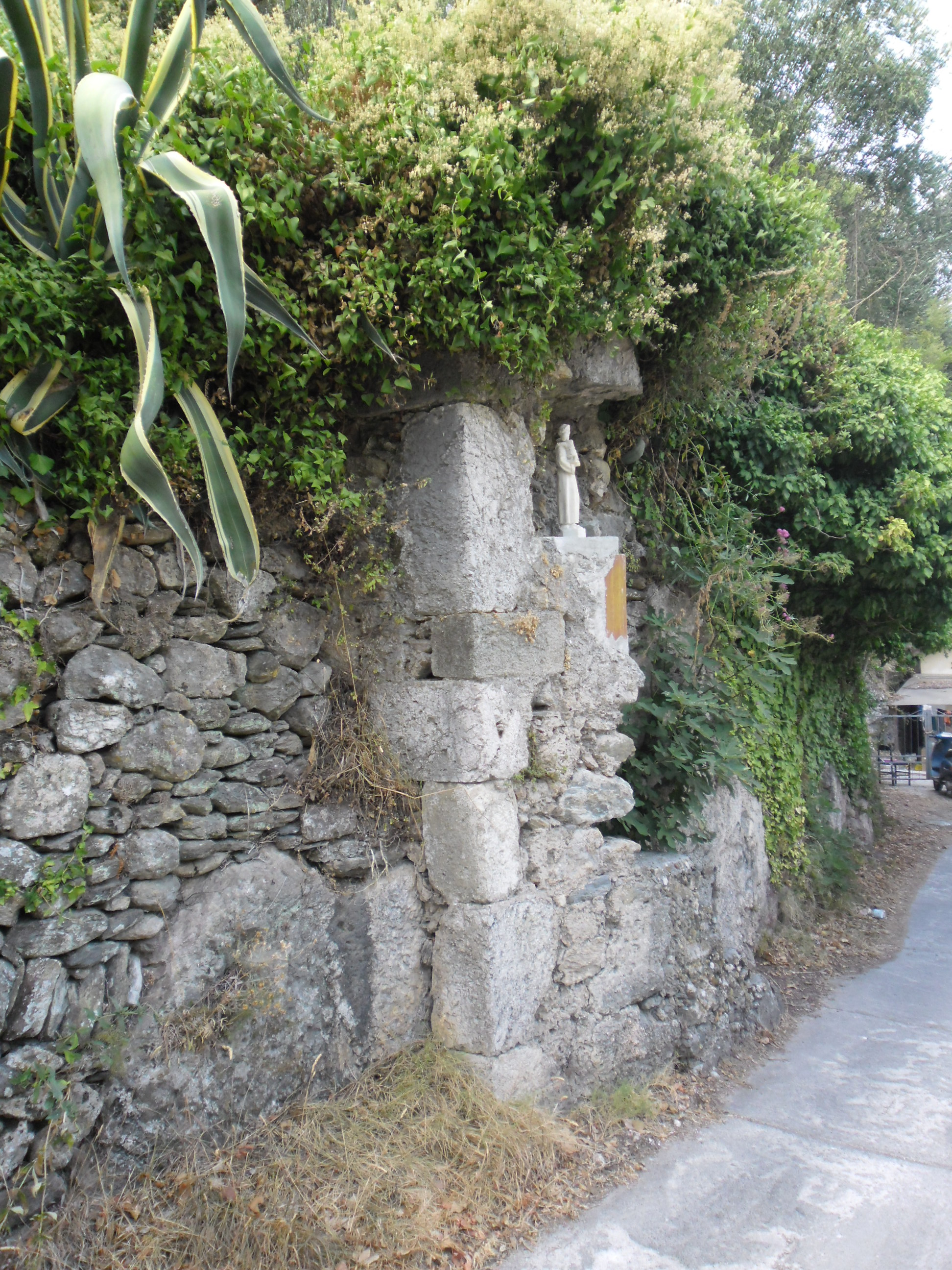
Vestiges de la Porta Bertesca.